# Glodzjevo
Glodzjevo (Bulgaars: Глоджево) is een kleine stad in Bulgarije. Het is gelegen in de gemeente Vetovo in oblast  Roese. Glodzjevo heeft sinds mei 2003 een stadsstatus, daarvoor was het officieel nog een dorp. Op 31 december 2018 telde de stad 3.171 inwoners, hoofdzakelijk Bulgaarse Turken (~93%). Etnische Bulgaren vormen slechts 5,8% van de bevolking. Er zijn twee moskeeën en een kerk te vinden in het stadje. De stad Glodzjevo ligt 35 km ten noorden van de stad Razgrad.